# Andrena anthracina
Andrena anthracina är en biart som beskrevs av Morawitz 1880. Andrena anthracina ingår i släktet sandbin, och familjen grävbin. Inga underarter finns listade i Catalogue of Life.